# رعد خلف
رعد خلف موسيقار عراقي (1964 -) مواليد البصرة، مقيم في دمشق منذ عام 1986.
ولد في وسط عائلة موسيقية بامتياز فوالده الموسيقي المعروف «حميد البصري» أستاذ الموسيقى العربية، ومؤسس فرقة الطريق العراقية ووالدته المغنية «شوقية العطار».

## دراسته
أنهى المرحلة الابتدائية الموسيقية في بغداد (مدرسة الموسيقى والباليه) ثم أتم الدراسة المتوسطة والجامعية في موسكو ثم عاد بعدها لدمشق
عام (1990)، حيث نال الماجستير في الموسيقى من أكاديمية غنيسينيخ الموسيقية (موسكو)، اختصاص (كمان - تأليف موسيقي).
وهو مرشـح لنيل شهادة الدكتوراه من جامعة لايدن الهولندية للبحوث التاريخية.

## مناصب شغلها
- أستاذ في معهد صلحي الوادي للموسيقا بدمشق 1990 - 2000.
- أستاذ في المعهد العالي للموسيقا بدمشق.
- أستاذ في المعهد العالي للفنون المسرحية بدمشق.
- رئيس قسم الآلات الوترية في المعهد العالي للموسيقا بدمشق.
- المستشار الفني لعميد المعهد العالي للموسيقا والاوركسترا السمفوني بدمشق 1990 - 2002.
- عازف الكمان الأول في الأوركسترا السمفونية الوطنية بدمشق 1993 - 2004.
- عازف الكمان الأول في أوركسترا البحر الأبيض المتوسط 1999 - 2001.
- عازف الكمان الأول في الأوركسترا السمفونية الجزائرية 2001.
- قائد ومشرف الأوركسترا السيمفونية الوطنية السورية بدمشق 2002.
- قائد أوركسترا أوروبية متوسطية مشتركة (إيكيوم) 2002.
- قائد ومشرف أوركسترا الأطفال في معهد صلحي الوادي 1998 - 2000.
- قائد ومشرف أوركسترا الوتريات في المعهد العالي للموسيقا.
- قائد ومؤسس مشروع أوركسترا زرياب الفني لتقديم العروض الموسيقية.
- قائد ومؤسس أوركسترا ماري (أول اوركسترا للفتيات في الشرق الأوسط).
- قائد أوركسترا ساكو السيمفوني.
- مؤسس مشروع العروض الفنية للحضارات السورية القديمة.
- مؤسس أول رباعي وتري محترف في سوريا (رباعي دمشق الوتري).

## مشاركات
- ترأس وشـارك في العديد من الوفود الفنية والموسيقية الرسمية لوزارة الثقافة بدمشق والمعهد العالي للموسيقا.
- أقام العديد من الحفلات الموسيقية والعروض الفنية في كل من: سوريا. لبنان. الأردن. الكويت. قطر. عُمان. مصر. الجزائر. تونس. المغرب أسبانيا. فرنسا. إيطاليا. ألمانيا. بلجيكا. هولندا. أرمينيا. روسيا. الباكستان. أوكرانيا. تركيا. أمريكا.

## أعماله
- مجموعة أعمال عزفتها:
  - الأوركسترا السمفوني بدمشق
  - أوركسترا البحر الأبيض المتوسط
  - أوركسترا فيلارمونيك سكوتلاند – سكوتلاند
  - الأعمال الكاملة لأوركسترا زرياب
  - أعمال للرباعي الوتري
- الموسيقا التصويرية المرافقة لمتحف بانوراما حرب تشرين التحريرية.
- موسيقا افتتاح المؤتمر الخامس للشبيبة بدمشق.
- موسيقا افتتاح مهرجان السينما بدمشق.
- موسيقا افتتاح مهرجان المحبة (اللاذقية) لخمس أعوام متتالية.
- موسيقا افتتاح مهرجان حلب عاصمة الثقافة الإسلامية.
- أعمال موسيقية للمسرح والتلفزيون والسينما (أكثر من 115 عملاً).
- المؤلف الموسيقي لأوبرا (أبن سينا) النسخة العربية، في دولة قطر.
- مؤلف موسيقي لعروض ميوزيكل (سفر النرجس) (آخر حكاية).
- المؤلف الموسيقي والمشرف العام للعروض السمعية البصرية:
  - (طقوس الحضارات القديمة)
  - (حفل في ماري)
  - (ألواح أوغاريت)
  - (ليلة من أيبلا)
  - (N.33)

## أبحاثه
- الموسيقا والفن التشكيلي
- العلاقة السمعية البصرية
- الموسيقا والدين
- الدراما والموسيقا
- الأعداد الموسيقي لآلة الكمان
- موسيقا وآلات الحضارات القديمة، رؤيا تأليفية وتطبيقية.

## الموسيقى التصويرية
الأعمال الدرامية التي قام رعد خلف بتأليف الموسيقى التصويرية لها:

### تلفزيون
- مسلسل الأرواح المهاجرة سنة 2002.
- تمثيلية دموع مرام سنة 2006
- مسلسل صدى الروح سنة 2006
- مسلسل عنترة بن شداد سنة 2007
- مسلسل ظل المحارب سنة 2008
- مسلسل اسمهان سنة 2008
- مسلسل حرب الجواسيس سنة 2009
- مسلسل ملكة في المنفى سنة 2010
- مسلسل الصندوق الأسود سنة 2010
- مسلسل رجل لهذا الزمان سنة 2011
- مسلسل في حضرة الغياب
- مسلسل هدوء نسبي
- مسلسل سقوط الخلافة
- مسلسل عمر الخيام
- مسلسل الظاهر بيبرس
- مسلسل عابد كرمان
- مسلسل لورانس العرب
- مسلسل عرب لندن
- مسلسل ليلى مراد (أنا قلبي دليلي)
- مسلسل السيدة (إنتاج عراقي سوري)
- مسلسل زهرة برية
- مسلسل وصمة عار
- مسلسل حق ميت 2015

### سينما
- بنتين من مصر
- أمير البحار
- الفيلم الغنائي سيلينا سنة 2010
- فيلم حسيبة لريمون بطرس

### مسرح
- «تقاسيم على العنبر» لجواد الأسدي
- «اليوم والبارحة وغداً» لحاتم علي